# Marine Vlahovic
Marine Vlahovic   (Rennes, 19 de març de 1985 - 1r districte, 25 de novembre de 2024) va ser una periodista, reportera i documentalista francesa.

## Biografia
Originària de Bretanya, es va graduar al Centre de Formació Periodística el 2010.
Després d'unes pràctiques a France Culture el 2005, va fer el seu primer documental d'àudio el 2008 per a Arte Radio, sobre un venedor de tabac ambulant, i molts altres després. A més d'Arte Radio, Marine Vlahovic va treballar per a diversos mitjans a França, Cisjordània, Egipte, Líban i Itàlia, com RTS, Le Soir, Radio France, Libération, National Geographic i Reporterre.
Durant tres anys, del 2016 al 2019, va ser periodista corresponsal a Ramallah, Palestina, per a diversos mitjans de comunicació, abans de traslladar-se a Marsella. El 2021, va compartir aquesta experiència en un podcast, Carnets de correspondant, per a Arte Radio. El 2024, durant la guerra a Gaza, va produir un nou episodi, Gaza Calling, en què va donar veu a alguns dels seus companys periodistes sobre el terreny.
El 2022, va produir el podcast Dans le sillage d'Abd el-Kader sobre Abd el-Kader per al Museu de les Civilitzacions Europees i Mediterrànies.
El 25 de novembre de 2024, a 39 anys, va ser trobada morta a la terrassa de casa seva a Marsella per causes desconegudes. Es va obrir una investigació, però la policia va considerar des del principi que no hi havia indicis de criminalitat. La professió li va retre un homenatge unànime.

## Premis
- Premi URTI Discovery 2012 per Busy Loves [20]
- Premi Scam al Paris Podcast Festival 2021 per als Carnets de corresponsal [21][10]